# Уразовка
Ура́зовка (рос. Уразовка, ерз. Уразовка) — присілок у складі Атюр'євського району Мордовії, Росія. Входить до складу Курташкинського сільського поселення.
Населення — 1 особа (2010; 3 у 2002).
Національний склад станом на 2002 рік:
- росіяни — 100 %